# Incontro per il Guatemala
Incontro per il Guatemala (in spagnolo: Encuentro por Guatemala - EG) è stato un partito politico di orientamento socialdemocratico fondato in Guatemala nel 2007 per la difesa della popolazione indigena.

## Risultati elettorali

### Elezioni parlamentari
| Elezione | Voti    | %    | Seggi   |
| -------- | ------- | ---- | ------- |
| 2007     | 194.809 | 6,18 | 4 / 158 |
| 2011     | 344.719 | 7,91 | 6 / 158 |
| 2015     | 289.646 | 6,35 | 7 / 158 |
| 2019     | 71.668  | 1,78 | 0 / 160 |

### Elezioni presidenziali
| Elezione | Elezione | Candidato          | Voti    | %    | Esito                 |
| -------- | -------- | ------------------ | ------- | ---- | --------------------- |
| 2007     | I turno  | Rigoberta Menchú   | 101.316 | 3,06 | ❌ Non eletta/o (7º)  |
| 2011     | I turno  | Harold Caballeros  | 276.192 | 8,57 | ❌ Non eletta/o (5º)  |
| 2015     | I turno  | José Ángel López   | 44.360  | 0,91 | ❌ Non eletta/o (12º) |
| 2019     | I turno  | Manfredo Marroquín | 50.298  | 1,14 | ❌ Non eletta/o (14º) |